# Chumley’s

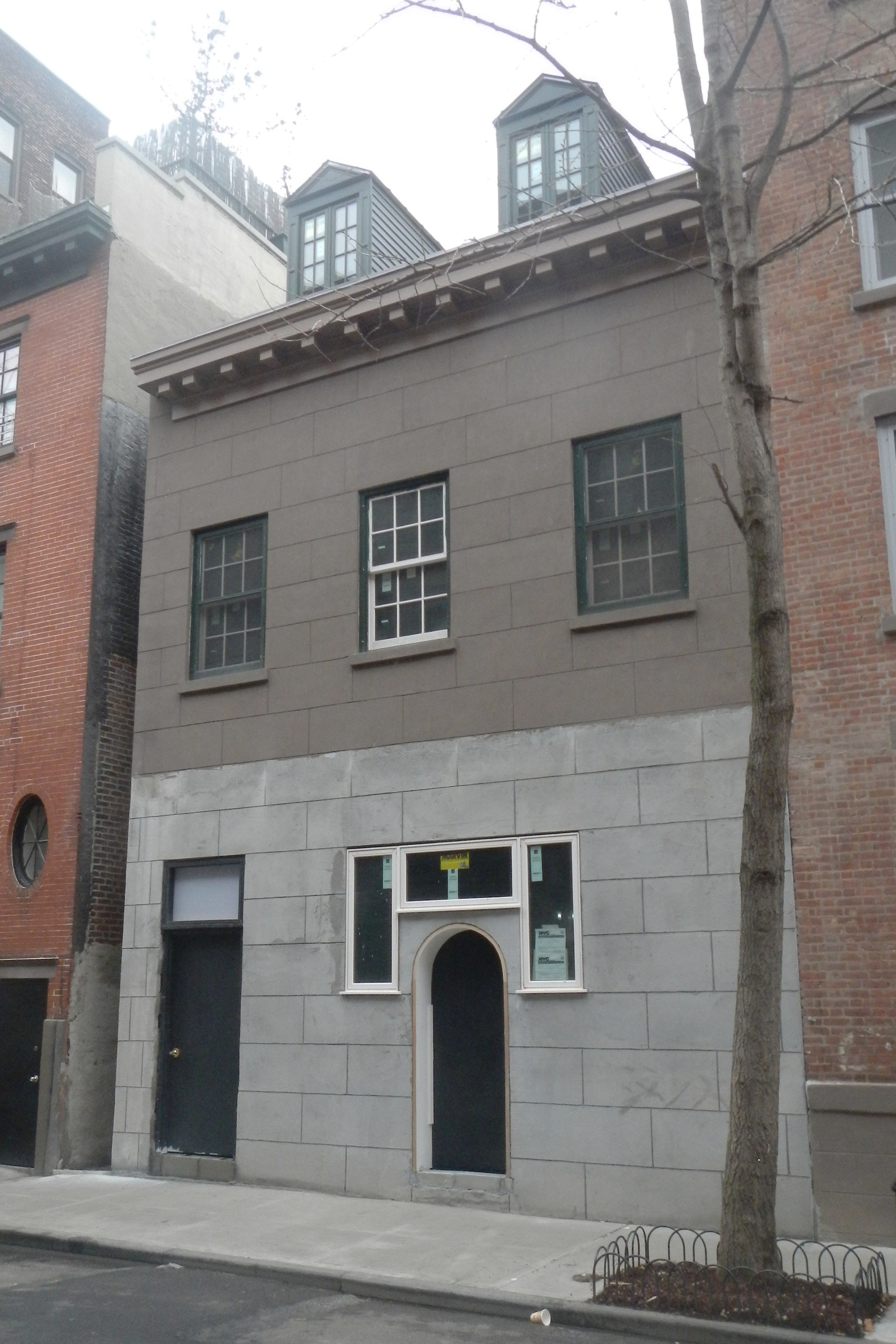
Chumley's im geschlossenen Zustand

Das Chumley’s war eine Kneipe und ein historisches Künstlerlokal in der Bedford Street im Stadtteil Greenwich Village von New York City. Das Lokal wurde ab den 1920er-Jahren als Treffpunkt von Autoren bekannt, war aber auch noch in den 1950er- und 60er-Jahren ein Treffpunkt von Schriftstellern und Künstlern aus dem Umfeld der Beat Generation.

## Geschichte
Das Chumley’s befindet sich in der Bedford Street. Seit 2000 befindet sich an dem Lokal ein von den Friends of Libraries USA gestiftetes Schild, das darauf hinweist, dass das Chumley’s in das Verzeichnis historisch bedeutsamer Orte der US-Literatur aufgenommen wurde. Dort heißt es über das Chumley’s:
„Hier befand sich ein viel erwähnter Zufluchtort derjenigen Dichter, Romanciers und Theaterautoren, deren Werke die US-amerikanische Literatur des 20. Jahrhunderts wesentlich geprägt haben. Zu ihnen gehören Willa Cather, E. E. Cummings, Theodore Dreiser, William Faulkner, Ring Lardner, Edna St. Vincent Millay, Eugene O’Neill, John Dos Passos und John Steinbeck.“
An den Wänden des Chumley’s sind seither die Umschläge zahlreicher Bücher zu sehen, von denen angenommen wird, dass ihre Verfasser zumindest zum Teil dort an ihnen gearbeitet haben. Auch aus diesem Grunde ist das Chumley’s ein beliebter Zielpunkt zahlreicher Stadtführungen durch das Greenwich Village.

## Aktuell
Am 5. April 2007 brachen Teile des Wohnblocks, in dem sich das Chumley’s befindet, zusammen. Seitdem sind das Lokal und einige Häuser in seiner Umgebung baupolizeilich gesperrt.
Koordinaten: 40° 43′ 57″ N, 74° 0′ 19″ W